# Кейрос, Жио
Жиована Кейрос Коста (порт. Giovana Queiroz Costa; род. 21 июня 2003, Сан-Паулу), известная как Жио Кейрос (Gio Queiroz) — бразильская футболистка, вингер испанского клуба «Атлетико Мадрид» и сборной Бразилии. Участница Олимпиады 2020, обладательница Кубка Америки 2022.

## Биография
Родилась 21 июня 2003 году в Сан-Паулу в Бразилии.
В 2007 году её семья переехала в Вестон в округе Брауард в американском штате Флорида.
В 2014 году её семья переехала в Мадрид.

## Клубная карьера
С 2014 года играла за молодёжную команду «Атлетико Мадрид». В 2018 году, в возрасте 15 лет дебютировала в основной команде клуба «Мадрид» в матче с «Барселоной».
В 2020 году «Барселона» купила Жио. «Леванте» взял Жио в аренду на сезон 2021/2022.
В 2021 году выиграла награду «Золотая самба».
В 2022 году продана английскому клубу «Арсеналу». На сезон 2022/2023 отдана в аренду английскому клубу «Эвертон». Отозвана «Арсеналом» в январе 2023 года.

## Карьера в сборной
Представляла сборную США (до 17 лет) в мае 2019 года на Турнире развития УЕФА в Чехии, где сборная победила.
В сентябре 2019 года представляла сборную Испании (до 17 лет) на товарищеском турнире в Швеции, где 14 сентября играла против сборной США. Забила три гола подряд (хет-трик) на 27, 78 и 80 минутах и привела команду к победе.
В феврале 2020 года включена в состав сборной Бразилии (до 17 лет).
В октябре 2020 года включена в состав сборной Бразилии. Дебютировала 1 декабря в матче с Эквадором. Играла за сборную на летних Олимпийских играх в Японии в матче группового этапа с Замбией. Бразилия проиграла Канаде в четвертьфинале.